# Dirceu Araújo Nogueira
Dirceu Araújo Nogueira (Santana do Livramento, 16 de maio de 1912 – Rio de Janeiro, 6 de abril de 2002) foi um militar e político brasileiro.

## Biografia
Nasceu em Santana do Livramento, no dia 16 de maio de 1912, filho de Carlos Domingos Nogueira e de Maria Araújo Nogueira.
Depois de fazer o curso secundário no Colégio Militar de Porto Alegre, transferiu-se para a Escola Militar do Realengo, no Rio de Janeiro, então Distrito Federal, ingressando no Exército Brasileiro em abril de 1931. Optou pela arma de Engenharia e em janeiro de 1934 foi promovido ao posto de segundo-tenente. Ascendeu a primeiro-tenente em maio de 1936, a capitão em maio do ano seguinte, a major em junho de 1944, a tenente-coronel em julho de 1951 e a coronel em março de 1955.
No decorrer de sua carreira militar, fez os cursos da Escola de Aperfeiçoamento de Oficiais, da Escola de Comando e Estado-Maior do Exército (ECEME) e da Escola Superior de Guerra da França. Foi instrutor da ECEME, trabalhou na Diretoria de Ensino do Exército e foi adjunto do Estado-Maior do Exército. Chefiou ainda a Diretoria de Engenharia e os gabinetes da Diretoria de Transportes e da Diretoria de Material de Engenharia. Comandou o 1º Batalhão Ferroviário, , sediado em Bento Gonçalves, no período de 24 de fevereiro de 1961 a 8 de abril de 1964.
Promovido a general-de-brigada em março de 1964, aderiu ao movimento político-militar deflagrado no dia 31 daquele mês, que destituiu o presidente João Goulart. Foi Chefe do Estado-Maior do III Exército e do I Exército. Também chefiou o gabinete do Departamento de Produções e Obras do Exército. Em março de 1967, já durante o governo do marechal Artur da Costa e Silva, atingiu o posto de general-de-divisão. Foi Comandante Militar da Amazônia, em Belém, entre 10 de maio de 1967 e 9 de maio de 1968. Em julho de 1971, foi promovido a general-de-exército e em setembro seguinte assumiu a chefia do Departamento de Engenharia e Comunicações do Exército.
No início de 1974, foi convidado pelo presidente Ernesto Geisel para ocupar o Ministério dos Transportes, cargo que exerceu de 15 de março de 1974 a 15 de março de 1979, substituindo Mário Andreazza. Tendo aceito a incumbência, deixou a chefia do Departamento de Engenharia e Comunicações no dia 14 de março. Tomou posse no dia seguinte, quando teve início o governo Geisel, e, na ocasião, fez declarações acerca da necessidade de uma substancial mudança estratégica na política de transportes, devido à intensificação da crise internacional do petróleo. Dois dias depois assinou sua ficha de filiação ao partido governamental, a Aliança Renovadora Nacional (ARENA), afirmando em entrevista à imprensa seu propósito de participar de todas as realizações do partido e de contribuir para sua vitória no pleito de novembro daquele ano. Ainda em 1974, foi transferido para a reserva do Exército.
Dentre suas iniciativas como ministro dos Transportes, destacaram-se a inauguração dos primeiros 320km da rodovia que liga o Rio de Janeiro a Santos, em setembro de 1975, e a criação, no mesmo mês, do Fundo Nacional de Desenvolvimento de Transportes Urbanos, que representou o apoio do governo federal ao setor dos transportes nos municípios e áreas mais densamente povoadas. Em março de 1976, foi anunciada a desaceleração das obras de construção da Ferrovia do Aço, sob a alegação de carência de verbas. Em julho, foi inaugurada a primeira pista da Rodovia dos Imigrantes, em São Paulo. Em outubro, abriu-se ao tráfego a rodovia entre Joaçaba e Campos Neves, em Santa Catarina. Em 1977, foi inaugurada a rodovia BR-174, ligando Manaus a Caracaraí, cuja construção, iniciada ainda na administração de Andreazza, suscitara muitas controvérsias devido ao fato de seu percurso cortar território da reserva indígena dos naquiri-atroaris, localizada no Amazonas.
Em janeiro de 1978, foi entregue ao público o Aeroporto Internacional do Rio de Janeiro-Galeão, o primeiro no país com instalações adequadas para receber aviões supersônicos. Umas das últimas obras concluídas durante sua administração foi a Ferrovia do Trigo, em dezembro do mesmo ano. A construção da ferrovia ligando Roca Sales a Passo Fundo, no Rio Grande do Sul, que tivera seu projeto aprovado em 1973, era meta prioritária devido à sua importância para a economia nacional. No dia 15 de março de 1979, com o fim do governo Geisel, deixou o Ministério dos Transportes, sendo substituído por Eliseu Resende.
A partir de então retirou-se para a vida privada, não voltando a se dedicar a nenhuma atividade profissional. Recebeu o título de doutor honoris causa pela Universidade Federal de Pelotas em 1978. Faleceu em Rio de Janeiro no dia 6 de abril de 2002.
Foi casado com Abigail Faria Nogueira, com quem teve duas filhas.